# Arabsat
A Arab Satellite Communications Organization (muitas vezes abreviado para Arabsat) é um dos principais operadores de satélite de comunicações no mundo árabe, com sede na cidade de Riade, Arábia Saudita. A Arabsat foi criada para fornecer serviços de telecomunicações públicos e privados baseado em satélites, para os países árabes, de acordo com as normas internacionais. Com mais de 20 países membros, a organização desempenha um papel vital de melhorar a comunicação no mundo árabe.
Os satélites Arabsat são uma série de satélites de comunicações geoestacionários lançados de 1985 a 2011. Alguns dos satélites mais tarde na série permanecem operacionais em órbita, enquanto outros foram desativados e abandonados.

## História
A fundação da Arab Satellite Communications Organization (Arabsat) remonta ao final da década de 1960. Em 1967, os ministros de informação dos estados árabes desenvolveu uma série de princípios em relação a uma rede de satélites. O objetivo desta rede era criar uma integração entre os países da Liga Árabe, em termos de atividades sociais e culturais. Por outro lado, a Arab States Broadcasting Union (ASBU) foi criada em 1969. A Arábia Saudita não aderiu a esta união liderado pelo Egito e com sede no Cairo até 1974, muito provavelmente devido à relação tensa entre a Arábia Saudita e o Egito naquela época.
Em 14 de abril de 1976, A Arabsat foi formada sob a jurisdição da Liga Árabe com o objetivo de servir a informação, cultural e necessidades educacionais de seus Estados membros. A Arábia Saudita foi o principal financiador da nova organização devido aos seus recursos financeiros expandidos como resultado do período do óleo-boom e Riade abrigou a sede da Arabsat.
O primeiro satélite lançado foi o Arabsat 1A que foi realizado por um foguete Ariane francês. O ônibus espacial Discovery dos Estados Unidos lançou o segundo satélite da Arabsat, o Arabsat 1B, em 1985. Os satélites Arabsat 1A e 1B foram desligados em 1992 e 1993, respectivamente.

## Acionistas

Membros da Liga Árabe e acionistas da Arabsat.

Todos os estados da Liga Árabe, exceto Comores são acionistas da Arabsat:
- Arábia Saudita 36,7%
- Cuaite 14,6%
- Líbia 11,3%
- Catar 9,8%
- Emirados Árabes Unidos 4,7%
- Jordânia 4%
- Líbano 3,8%
- Barém 2,5%
- Síria 2,1%
- Iraque 1,9%
- Argélia 1,7%
- Iêmen 1,7%
- Egito 1,6%
- Omã 1,2%
- Tunísia 0,7%
- Marrocos 0,6%
- Sudão 0,3%
- Mauritânia 0,3%
- Palestina 0,2%
- Somália 0,2%
- Djibuti 0,1%

## Satélites
| Satélite    | Fabricante                            | Data do lançamento      | Veículo lançador   | Estado             | Nota |
| ----------- | ------------------------------------- | ----------------------- | ------------------ | ------------------ | --- |
| Arabsat 1A  | Aerospatiale                          | 8 de fevereiro de 1985  | Ariane 3           | Retirado           | |
| Arabsat 1B  | Aerospatiale                          | 17 de junho de 1985     | Discovery          | Retirado           | |
| Arabsat 1C  | Aerospatiale                          | 26 de fevereiro de 1996 | Ariane 44L         | Retirado           | Também conhecido por Insat 2DT |
| Arabsat 1DR | Hughes                                | 8 de novembro de 1984   | Discovery          | Retirado           | Também conhecido por Anik D2 e Satcom 4R |
| Arabsat 1E  | Hughes                                | 28 de julho de 1983     | Delta-3920         | Retirado           | Também conhecido por Telstar 301 |
| Arabsat 2A  | Aerospatiale                          | 9 de julho de 1996      | Ariane 44L         | Retirado           | |
| Arabsat 2B  | Aerospatiale                          | 13 de novembro de 1996  | Ariane 44L         | Retirado           | |
| Arabsat 2C  | Hughes                                | 28 de agosto de 1997    | Proton-K/Block DM3 | Ativo              | Também conhecido por PAS-5, Intelsat 5 e Badr C |
| Arabsat 2D  | British Aerospace Matra Marconi Space | 9 de outubro de 1998    | Atlas 2A           | Ativo              | Também conhecido por Hot Bird 5, Eurobird 2, Badr 2, Eutelsat 25A e Eutelsat 4B |
| Arabsat 3A  | Aerospatiale                          | 26 de fevereiro de 1999 | Ariane 44L         | Retirado           | Ex-Arabsat 2BSS-1. Também conhecido por Badr 3 |
| Arabsat 4A  | Astrium Alcatel                       | 28 de fevereiro de 2006 | Proton-M/Briz-M    | Fracassou          | Também conhecido por Badr 1. O satélite não chegou a sua órbita planejada, quando a fase superior do veículo de lançamento Proton-M/Briz-M (Ph.3) falhou. Depois de avaliar a manobra Lunar fly-by para resgatar o satélite, o mesmo foi enviado em uma reentrada controlada e destruído em 24 de março de 2006 sobre o Pacífico. |
| Arabsat 4AR | Astrium Alcatel                       | 7 de julho de 2008      | Ariane 5 ECA       | Ativo              | Também conhecido por Badr 6 |
| Arabsat 4B  | Astrium Alcatel                       | 8 de novembro de 2006   | Proton-M/Briz-M    | Ativo              | Também conhecido por Badr 4 |
| Arabsat 5A  | Astrium                               | 26 de junho de 2010     | Ariane 5 ECA       | Ativo              | |
| Arabsat 5B  | Astrium Thales Alenia Space           | 3 de junho de 2010      | Proton-M/Briz-M    | Ativo              | Também conhecido por Badr 5 |
| Arabsat 5C  | Astrium Thales Alenia Space           | 21 de setembro de 2011  | Ariane 5 ECA       | Ativo              | |
| Arabsat 6A  | Lockheed Martin                       | 11 de abril de 2019     | Falcon Heavy       | Ativo              | |
| Arabsat 6B  | Astrium Thales Alenia Space           | 10 de novembro de 2015  | Ariane 5 ECA       | Ativo              | Também conhecido por Badr 7 |
| Arabsat 6D  | Taqnia Space                          | ?                       |                    | Em construção      | [ 5 ] |
| Arabsat 6E  |                                       | ?                       |                    | Em desenvolvimento | |
| Arabsat 7A  | Thales Alenia Space                   | Planejado para 2026     | Falcon 9 Block 5   | Em construção      | Também conhecido por Badr 8 |
| Arabsat 7B  | Airbus Defence and Space              | 27 de maio de 2023      | Falcon 9 Block 5   | Ativo              | Também conhecido por Badr 8 |